# Anatole de La Forge
Anatole de La Forge, né le 2 avril 1820 à Paris où il est mort dans le 17e arrondissement le 6 juin 1892, est un journaliste et homme politique français.

## Biographie

### Un journaliste républicain
Anatole de La Forge naît 1 cité de Trévise (Paris). Une plaque commémorative apposée sur la façade lui rend depuis hommage ; elle est ornée d'un médaillon d'Aimé Millet.
Il entame sa carrière dans la diplomatie comme chargé de mission à Madrid. Démissionnaire en 1848, il entre dans le journalisme politique et mène dans L’Estafette et dans le Siècle de vigoureuses campagnes en faveur des idées républicaines.

### Préfet de la défense nationale
Le 14 septembre 1870, il est nommé préfet de l’Aisne, mais blessé le 8 octobre, il est remplacé le 5 novembre 1870 par Félix Achard . 
Le 4 septembre 1870, lors de la guerre franco-allemande, il devient préfet de la défense nationale. Il s'acquiert le surnom de « défenseur de Saint-Quentin » pour avoir forcé à battre en retraite, à la tête des gardes nationaux, des pompiers et des francs-tireurs, une colonne de soldats prussiens venue envahir et occuper la ville, le 8 octobre 1870. Pendant cette journée, il reçut une grave blessure à la jambe. Le gouvernement le félicita de sa brillante conduite et le nomma officier de la Légion d’honneur. Quelque temps après, un corps d’armée ayant fait un retour offensif et le comité de défense s’étant opposé à une seconde reprise des armes, il préféra donner sa démission de préfet, et se rendit auprès de Léon Gambetta à Tours.
En janvier 1871, le ministre de l’Intérieur l’ayant nommé préfet des Basses-Pyrénées, il organisa, dans ce département, les légions de mobilisés qui se distinguèrent à Dijon pour suivre plus tard l'infortune de l’Armée de l'Est du général Bourbaki.

### Carrière politique
Il tenta une rentrée politique comme candidat républicain dans le 7e arrondissement aux élections de 1877, mais il fut battu par l’amiral Touchard. Quelque temps après, le ministre Jules Dufaure le nomma directeur de la presse au ministère de l’intérieur, mais il crut devoir adresser à son chef hiérarchique Émile de Marcère un rapport sur la liberté de la presse. Cet acte d’indépendance ne fut pas goûté en haut lieu et il donna sa démission.
En 1882, le 9e arrondissement de Paris l’envoya à la Chambre en remplacement d’Émile de Girardin. Réélu député de la Seine en 1885 aux élections générales par 222 334 voix, ses collègues le nommèrent vice-président de la Chambre des députés par 458 voix sur 497 votants.
Il avait été choisi, en 1883, comme président, par la Ligue des patriotes en remplacement d’Henri Martin, mais il donna sa démission lorsque cette société entra dans le mouvement boulangiste. En juillet 1887, il devient président de la Fédération de 1889 à la suite d'Auguste Dide. En novembre 1888, ne partageant pas l’opinion de la majorité de la Chambre sur certaines questions, il se démit de ses fonctions de vice-président et persista malgré sa réélection.
Il ne fut pas réélu en 1889 et, après cette époque, vécut très retiré. Il venait fréquemment apporter à la Lanterne ses « Lettres Démocratiques » qui étaient très appréciés des lecteurs. La sympathie dont l’entouraient ses collègues lui avait fait une situation d’arbitre presque officielle dans les duels et les affaires d’honneur.

### Une fin tragique

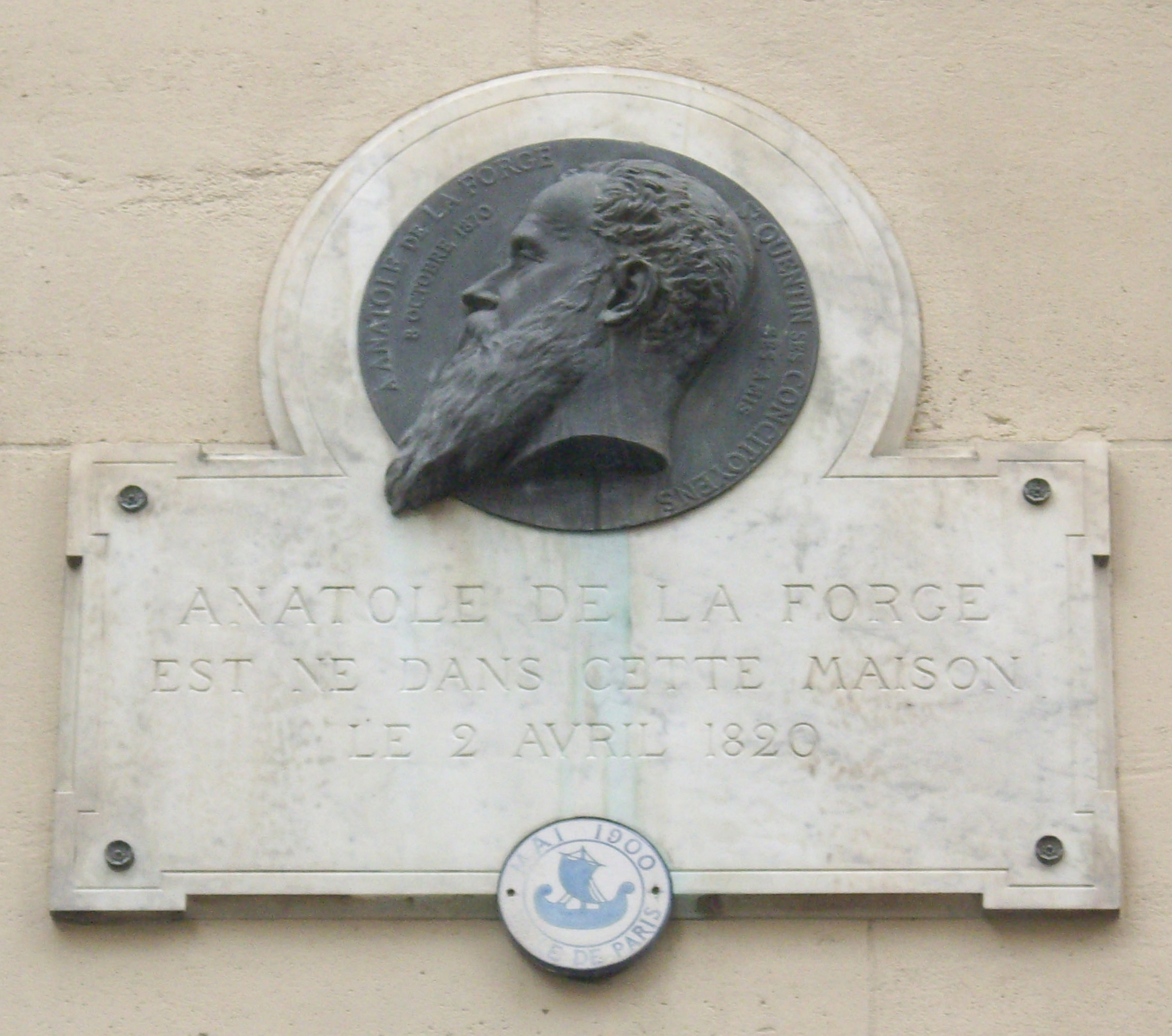
Plaque commémorative 1 cité de Trévise (Paris).

Dans ses derniers temps, on lui avait offert la succession d’Étienne Arago comme conservateur du musée du Luxembourg, mais ayant subi une attaque d’apoplexie, il n’entendait plus que très difficilement et crut devoir résigner les fonctions qui lui étaient offertes comme une retraite honorable. Dans la matinée du 6 juin 1892, à dix heures, il se donna la mort, dans l’appartement qu’il occupait, 72, avenue de Villiers, en se tirant un coup de revolver sous l’œil droit. Il a reçu des obsèques civiles au cimetière du Père-Lachaise, où sa sépulture érigée par Louis-Ernest Barrias grâce à une souscription nationale, porte l'inscription : « À la mémoire d’Anatole de La Forge, le vaillant défenseur de Saint-Quentin, le fidèle défenseur de la démocratie. »

## Hommages
- Une rue de Saint-Quentin porte son nom ainsi qu'une rue 17e arrondissement de Paris et un boulevard du 14e arrondissement de Marseille.

## Principales publications
- Rapport sur l'instruction publique en Espagne, Paris, E. Proux, 1847.
- Des vicissitudes politiques de l'Italie, dans ses rapports avec la France, 2 vol., 1850.
- Histoire de la République de Venise sous Manin, 2 vol., 1852.
- L'Autriche devant l'opinion, 1859, lire en ligne sur Gallica.
- La Question des duchés, 1859.
- La Guerre, c'est la Paix, 1859, lire en ligne sur Gallica.
- Les Utopistes en Italie, réponse à MM. Arthur de La Guéronnière et Eugène Pelletan, 1862.
- La Liberté, deuxième réponse à M. Eugène Pelletan, 1862, lire en ligne sur Gallica.
- Lettre à Mgr Dupanloup sur les événements de Pologne, Paris, S. Castel, 1863.
- La Pologne devant les chambres, 1863.
- La Pologne en 1864, lettres à M. Émile de Girardin, 1864.
- Petit Mémoire pour servir d'appendice édifiant aux « Questions de mon temps » (une des œuvres de M. Émile de Girardin), 1869, lire en ligne sur Gallica.
- Les Serviteurs de la démocratie, 1883.